# 위공 검모
위군 검모(衛君 黔牟, ? ~ ?)는 중국 춘추 시대 위(衛)나라의 17대 군주이다.

## 사적
선공(宣公)의 아들이다.
혜공(惠公) 4년(기원전 696) 11월, 혜공의 숙부 좌공자(左公子) 설(洩)과 우공자(右公子) 직(職)은 태자 급(伋) 살해 사건에 혜공이 관여하였음을 원망하여 그를 치고, 급의 아우 검모를 군주로 추대하였다. 공격을 받은 혜공은 제(齊)나라로 달아났다.
검모 원년(기원전 695) 가을, 노(魯)나라 · 송(宋)나라와 함께 주(邾)나라를 쳤다.
검모 8년(기원전 688) 6월, 제나라 양공(襄公)이 주(周)나라 장왕(莊王)의 명을 받들어 제후의 군대를 이끌고 검모를 쳐 혜공을 복위시켰다. 설과 직은 주살되었고, 검모는 주나라로 달아났다.
혜공 25년(기원전 675), 혜공은 주나라가 검모를 보호하고 있음을 원망하여 연(燕)나라와 함께 주나라를 쳤다. 주나라 혜왕(惠王)이 온(溫) 땅으로 달아났으므로, 위나라와 연나라는 혜왕의 아우 퇴(穨)를 왕으로 추대하였다.

## 출전
- 《춘추좌씨전》 환공(桓公) 16 · 17년, 장공(莊公) 6년
- 사마천, 《사기》 권37 위강숙세가(衛康叔世家)